# Improvvisazione XXVI (Remi)
Improvvisazione XXVI (Remi) è un dipinto a olio su tela (97×107,5 cm) realizzato nel 1912 dal pittore Vasilij Kandinskij. È conservato alla Städtische Galerie im Lenbachhaus di Monaco.

## Descrizione
Nell'arco rosso alla sinistra della tela, attraversato da sei sciabolate di nero, si può agevolmente riconoscere una barca a remi guidata da due personaggi. L'immagine della barca compare assai spesso nei quadri astratti di Kandinskij ed è da riferirsi con ogni probabilità al tema del Diluvio universale. Questa figura potrebbe poi assumere anche un significato all'interno degli interessi teosofici e spiritualistici dell'artista. Navigando attraverso lo sfacelo dell'epoca materialista, l'uomo, la cui anima si è risvegliata dal sonno, va alla deriva in attesa dell'avvento dell'era della pura spiritualità e della conoscenza. Il moto della storia per Kandinskij è infatti rappresentato da una piramide in continua ascesa. Ciò che si trovava fino a poco tempo fa all'estremità superiore di essa (i raggiungimenti spirituali, culturali e filosofici di un'epoca) è destinato a diventare patrimonio comune in un tempo successivo.